# جون کوانگ ایک
جون کوانگ ایک (انگلیسی: Jon Kwang-ik؛ زادهٔ ۵ آوریل ۱۹۸۸) یک بازیکن فوتبال اهل کره شمالی است.
وی همچنین در تیم ملی فوتبال کره شمالی بازی کرده‌است.